# الدوري النرويجي الممتاز 1994
الدوري النرويجي الممتاز 1994 (بالنرويجية: Tippeligaen 1994)‏ هو الموسم 50 من  الدوري النرويجي الممتاز. أقيم خلال الفترة 16 أبريل 1994 وحتى 16 أكتوبر 1994، وكان عدد الأندية المشاركة فيه  12، وفاز فيه نادي روسنبورغ.